# Benjamín Sagües Barreiro
Benjamín Sagües Barreiro (Cabo Frío, Brasil; 22 de enero de 2007) es un futbolista brasileño nacionalizado argentino. Juega como delantero en Estudiantes de La Plata de la Primera División de Argentina.

## Trayectoria
Sus primeros pasos los transitó en el Club Villa del Parque de Necochea. Luego se incorporó a las divisiones inferiores de Estudiantes de La Plata, destacando como goleador de los diferentes equipos de inferiores.
Sagües Barreiro debutó en la derrota de Estudiantes de La Plata por los 16avos. de final de la Copa Argentina 2024 ante Central Córdoba (SdE) por 2 a 1 en la cancha de Belgrano.
En 2025, continúa convirtiendo goles en las categorías inferiores del club.
 Para finales de julio de 2025 firma contrato como jugador profesional hasta finales de 2027.

## Clubes
| Club                    | País      | Año           |
| ----------------------- | --------- | ------------- |
| Estudiantes de La Plata | Argentina | 2024-presente |

## Palmarés

### Campeonatos nacionales
| Título              | Club                    | País      | Año  |
| ------------------- | ----------------------- | --------- | ---- |
| Copa de la Liga     | Estudiantes de La Plata | Argentina | 2024 |
| Trofeo de Campeones | Estudiantes de La Plata | Argentina | 2024 |